# Олешко Мирослав Віталійович
Олешко Мирослав Віталійович (нар. 14 листопада 1994, Київ) — український проросійський блогер, пропагандист, колишній активіст. Син відомого українського військового та активіста Олешка Віталія Ігоровича.

## Життєпис
Мирослав Олешко народився 4 листопада 1994 року в Києві.
Мирослав Олешко з 2013 року займався блогерством. Вищу освіту отримав за спеціальністю «менеджмент», у 2016 році захистив диплом по правознавству, написавши магістерську роботу на тему «Правове регулювання інформаційної безпеки в Україні». Працював в готельно-ресторанному бізнесі, займався маркетингом.
Темою випускної роботи вибрав юридичний аспект захисту інформації в українських реаліях.
Неодружений. Дітей немає. Інформацію про близькі стосунки не афішує. Є сестра.

## Діяльність
Мирослав почав кар'єру блогера з 2013 року, розповідаючи про події на Євромайдані.
З початку 2014 року брав участь в адмініструванні громадських майданчиків у соціальних мережах. Після початку військових дій у Східній Україні став писати статті і замітки як блогер, виступав проти російського впливу в Україні. Був одним із учасників і волонтерів інформаційного інтернет-ресурсу Центр «Миротворець».
На початку 2018 року біля будівлі суду Дніпровського району міста Києва невідомі закидали Мирослава Віталійовича Олешко яйцями. За заявою свідка подій, блогер вважає, що це було зроблено на замовлення Віталія Шабуніна (який очолює «Центр протидії корупції»). У березні 2018 року Олешко виклав у мережу селфі з Петром Порошенком після закритої зустрічі, чим спровокував негативні реакції інших блогерів. Після поразки Петра Порошенка на виборах 2019 року, став одним із засновників політичного руху «25%».
За даними ЦВК, у 2019 році Олешко був довіреною особою кандидата-самовисуванця Романа Реведжука на виборах до Верховної Ради України в 89 окрузі (Івано-Франківщина). У 2020 році Реведжук виїхав з України. За його словами, це відбулося внаслідок «політичного переслідування». Його неодноразово помічали за поширенням фейків про Україну.
У квітні 2019 року Олешко очолив акцію протесту біля офісу Володимира Зеленського з вимогою повторної здачі аналізів на вживання наркотичних речовин. А в серпні 2019 року блогер вже виступив на підтримку діючого президента, який спочатку скасував парад, а потім під тиском громадськості все ж згодився його провести.

### Після російського повномасштабного вторгнення
Після початку повномасштабного вторгнення Росії Олешко здебільшого виступав із критикою влади і займався цькуванням волонтерів. Також блогер систематично поширює фейки та маніпулює.
У 2023 році СБУ оголосила йому підозру за фактом «перешкоджання законній діяльності Збройних сил України та використання завідомо підробленого документа», оскільки «займається інформаційно-підривною діяльністю, яка шкодить ЗСУ», регулярно постить антимобілізаційні заклики.
У грудні 2023 року в ЗМІ зʼявилася інформація про те що Олешко з підробленими документами міг виїхати за кордон. За даними слідства, Олешко після підтвердження його придатності до військової служби та виклику до ТЦК в серпні 2023 року покинув територію України на підставі підробленої довідки військово-лікарської комісії.
1 травня 2024 року Зеленським проти нього були введені санкції в рамках запровадження персональних санкцій щодо низки публічних діячів.
У травні 2025 року Олешко підробив заголовок «Української правди», щоб поширити фейк з антимобілізаційним наративом.

## Погляди
Критикував отримувачів допомоги від USAID та підтримував дії Дональда Трампа.